# Lidia în jurul lumii
Povestea Hana no Ko Lunlun ( Hana no Ko Runrun?), a fost tradusă în limba engleză ca The Flower Child Lunlun (Floarea cu 7 culori). Este povestea unei fetițe magice scrisă de Shiro Jinbo, care s-a focalizat pe tematica florilor.  Povestea a fost adaptată într-un desen animat de către Toei Animation în 1979 și a fost un mare succes în vest, mai ales în Europa și în America Latină, la fel ca și în Japonia. 
Adaptarea, Hana no Ko Runrun Konnichiwa Sakura no Sono a fost ecranizată prima oară în martie 1980.